# Balai Rajo
Balai Rajo is een bestuurslaag in het regentschap Tebo van de provincie Jambi, Indonesië. Balai Rajo telt 4909 inwoners (volkstelling 2010).